# توماس دونوفان (مغن مؤلف)
توماس دونوفان هو مغن مؤلف كندي، ولد في 5 أغسطس 1964 في فانكوفر في كندا.

## وصلات خارجية
- توماس دونوفان على موقع ميوزك برينز (الإنجليزية)
- توماس دونوفان على موقع ديسكوغز (الإنجليزية)